# Ecce homo

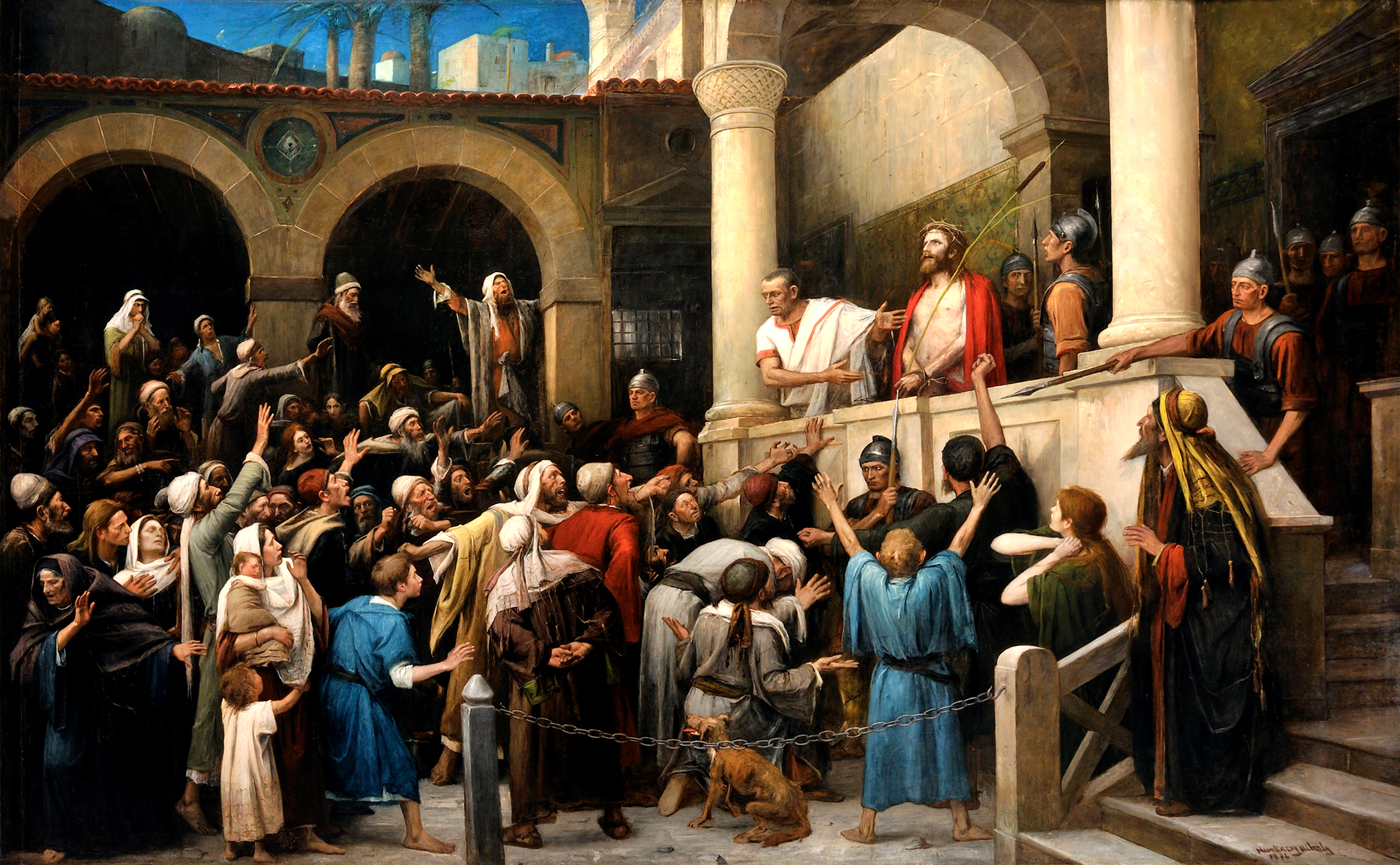
Munkácsy Mihály: Ecce homo! (olaj, vászon, 1896), Déri Múzeum

Az ecce homo latin kifejezés (jelentése: Íme az ember!), mely János evangéliumából (19,5) származik. János evangélista szerint Pilátus ezekkel a szavakkal mutatott a tövissel koronázott, bíborszínű köpenybe öltöztetett Jézusra. Ma a tágabb értelemben minden olyan emberre használjuk, aki megtépázott, szánalmas helyzetben van.

## Képzőművészet
A képzőművészetben minden olyan alkotást így neveznek, amely Jézus elítélését ábrázolja. Magyarországon a legismertebb Munkácsy Mihály Ecce homo! (1896) című festménye.